# Distretto di Kırıkhan
Il distretto di Kırıkhan (in turco Kırıkhan ilçesi) è uno dei distretti della provincia di Hatay, in Turchia.